# Wouter Bouvijn
Wouter Bouvijn (Deinze, 1987) is een Vlaams regisseur en scenarist.

## Biografie
In 2012 verschijnt zijn kortfilm Tweesprong naar eigen scenario waar hij Joren Seldeslachts, Tom De Hoog, Mieke De Groote, Lynn Van Royen, Leen Dendievel, Karel Vingerhoets en Ben Van Ostade kon overtuigen een rol in te spelen en Balthazar de muziek leverde. De kortfilm was zijn eindproject voor zijn opleiding aan het RITCS. Peter Bouckaert, CEO van Eyeworks zit in de jury en neemt met hem contact op. In 2015 wordt hij ingeschakeld als regisseur bij twee afleveringen van het zevende en laatste seizoen van Vermist. In 2019 volgt een eerste soloproject en krijgt hij de regie van De twaalf: de milleniummoord. Vervolgens mag hij in Amsterdam samen met Anke Blondé Red Light regisseren.
Tijdens de coronacrisis leverde hij met vele collega's een kortfilm in, 2055, als bijdrage aan het project Lockdown. In Albatros, geregisseerd door zijn vriend Wannes Destoop, leverde hij dat jaar ook een korte cameo in beeld. Bouvijn regisseert ook 1985 naar scenario van Willem Wallyn. Bij de serie vroeg hij zijn schoonvader, Brussels politicus Guy Vanhengel acteur Tom Vermeir te coachen om een betere Brusselse tongval in de rol te kunnen gebruiken.

## Werk
- 2012: Tweesprong (kortfilm, scenario en regie)
- 2013: Drowning Sailors (muziekvideo van The Rhythm Junks, regie, samen met Thomas Nolf)
- 2013: Some People (muziekvideo van The Rhythm Junks, regie)
- 2015: Vermist (televisieserie, regie twee afleveringen zevende seizoen)
- 2016: Nightclub (muziekvideo van Balthazar, regie)
- 2019: De twaalf: de milleniummoord (televisieserie, regie)
- 2020: Red Light (televisieserie, regie samen met Anke Blondé)
- 2020: 2055 (Lockdown) (kortfilm, scenario en regie)
- 2023: 1985 (televisieserie, regie)

## Erkenning
- Bouvijn ontvangt de Ensor 2013 Beste Kortfilm en de juryprijs voor het beste debuut op het Internationaal Kortfilmfestival Leuven voor zijn kortfilm Tweesprong. Dat jaar kreeg hij er in Los Angeles ook de bronzen medaille Buitenlandse Film voor op de Student Academy Awards, als eerste Vlaamse filmstudent ooit.[3]
- Red Light kreeg in oktober 2020 de Special Performance Award en de prijs van de Studentenjury (Prix des Lycéens) op het internationale televisiefestival Canneseries in Cannes,[4] en een Gouden Kalf voor Beste televisiedrama op het Nederlands Film Festival 2020.[5]
- De twaalf: de milleniummoord welke in april 2019 de prijs voor het beste scenario won op het televisiefestival Canneseries werd in 2021 op het Filmfestival Oostende ook gelauwerd met de Ensor 2021 voor Beste fictieserie, en Bouvijn ontving als regisseur van De twaalf de Ensor 2021 Beste regie fictieserie.
- 1985 werd op 3 februari 2024 op het Filmfestival Oostende gelauwerd met de Ensor 2024 voor Beste fictieserie, en Bouvijn ontving als regisseur van 1985 de Ensor 2024 Beste regie fictieserie.